# Otto Hartmann (Politiker)
Otto Hartmann (* 28. März 1899 in Stangenrod; † nach 1941) war ein deutscher Politiker (NSDAP) und ehemaliger Abgeordneter des Landtags des Volksstaates Hessen in der Weimarer Republik. 
Er war der Sohn des Landwirts Karl Hartmann und seiner Frau Katharina geborene Nau und mit Minna geborene Liehr verheiratet. Otto Hartmann arbeitete in Nieder-Ohmen als Bergmann. Otto Hartmann trat zum 1. Juli 1928 der NSDAP bei (Mitgliedsnummer 91.655). Er gehörte für die NSDAP von 1932 bis 1933 in der 6. und 7. Wahlperiode dem hessischen Landtag an. In der 6. Wahlperiode war er Nachrücker für Fritz Kern, der in den Reichstag gewählt worden war. 1936 wurde er aus der Partei ausgeschlossen, 1941 wurde per Gnadenerlass Hitlers verfügt, dass er wieder eine Mitgliedschaft beantragen darf.